# Троїцька церква (Кременчук, стара)
Не плутати з новою Троїцькою церквою
Троїцька церква — зруйнована церква у Кременчуці. Зараз на її місці збудована нова Троїцька церква

## Історія
Перша дерев'яна Троїцька церква була відкрита 1891 року по проспекту Свободи (тоді Полтавський тракт, згодом вул. Катерининська). Біля церкви було досить велике кладовище (останки похованих на ньому людей були потривожені при будівництві сучасної Троїцької церкви). Дана церква дала нову назву колишній Кривій Брудній вулиці, яка з кінця XIX століття називалася Троїцькою. Нова, кам'яна церква була освячена 23 серпня 1915 Преосвещенним Неофітом, єпископом Прилуцьким, вікарієм Полтавської єпархії. Майже за два місяці до цього, у день Трійці, 27 червня 1915 року відбулося урочисте освячення і підняття хрестів над цим храмом.